# Fiat Seicento
Fiat Seicento – samochód osobowy klasy miejskiej produkowany pod włoską marką Fiat w latach 1997–2005 oraz jako Fiat 600 w latach 2005–2010.
Seicento zostało wprowadzone na rynek w roku 1998 jako następca modelu Cinquecento. Z poprzednika czerpał także większość rozwiązań technicznych. Oferowany był z benzynowymi silnikami R4 z wtryskiem paliwa o pojemności 0,9 dm³ i mocy maksymalnej 29 kW (39 KM) oraz 1,1 dm³ o mocy 40 kW (54 KM), lub z silnikiem elektrycznym o mocy 30 kW w wersji Elettra. Napęd przenoszony był na oś przednią (w wersji Elettra – na oś tylną) poprzez 5-biegową manualną skrzynię biegów lub 5-biegową półautomatyczną skrzynię Citymatic. Przez cały okres sprzedaży oferowano wiele wersji i edycji specjalnych różniących się wyposażeniem oraz ceną. Pojazd dostępny był także w odmianie użytkowej Van. Łącznie wyprodukowano 1 328 973 egzemplarze modelu, z czego 1 039 671 wyeksportowano. Samochód przez cały 13-letni cykl produkcyjny wytwarzano wyłącznie w zakładzie Fiat Auto Poland w Tychach.

## Historia i opis modelu

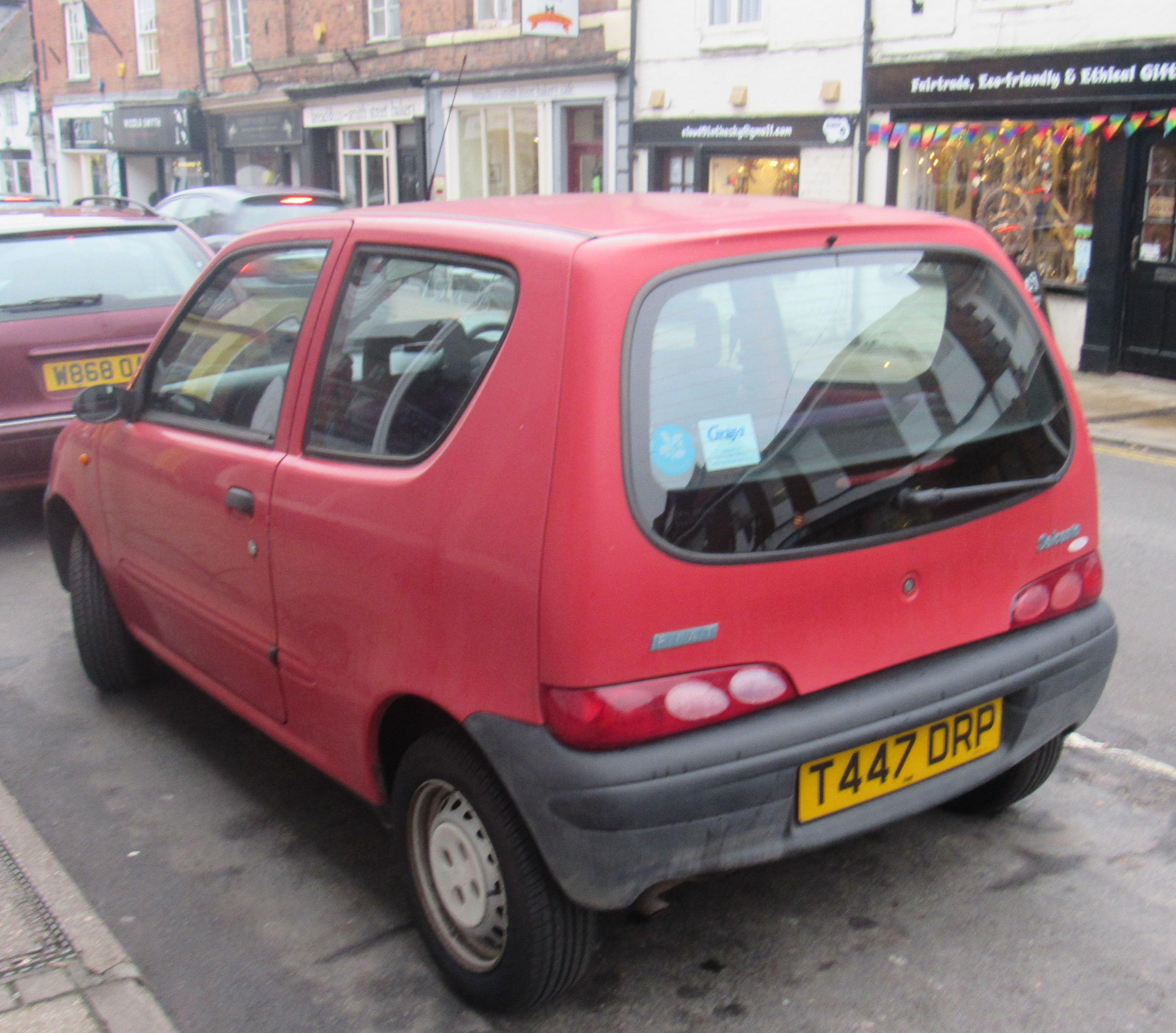
Fiat Seicento – tył

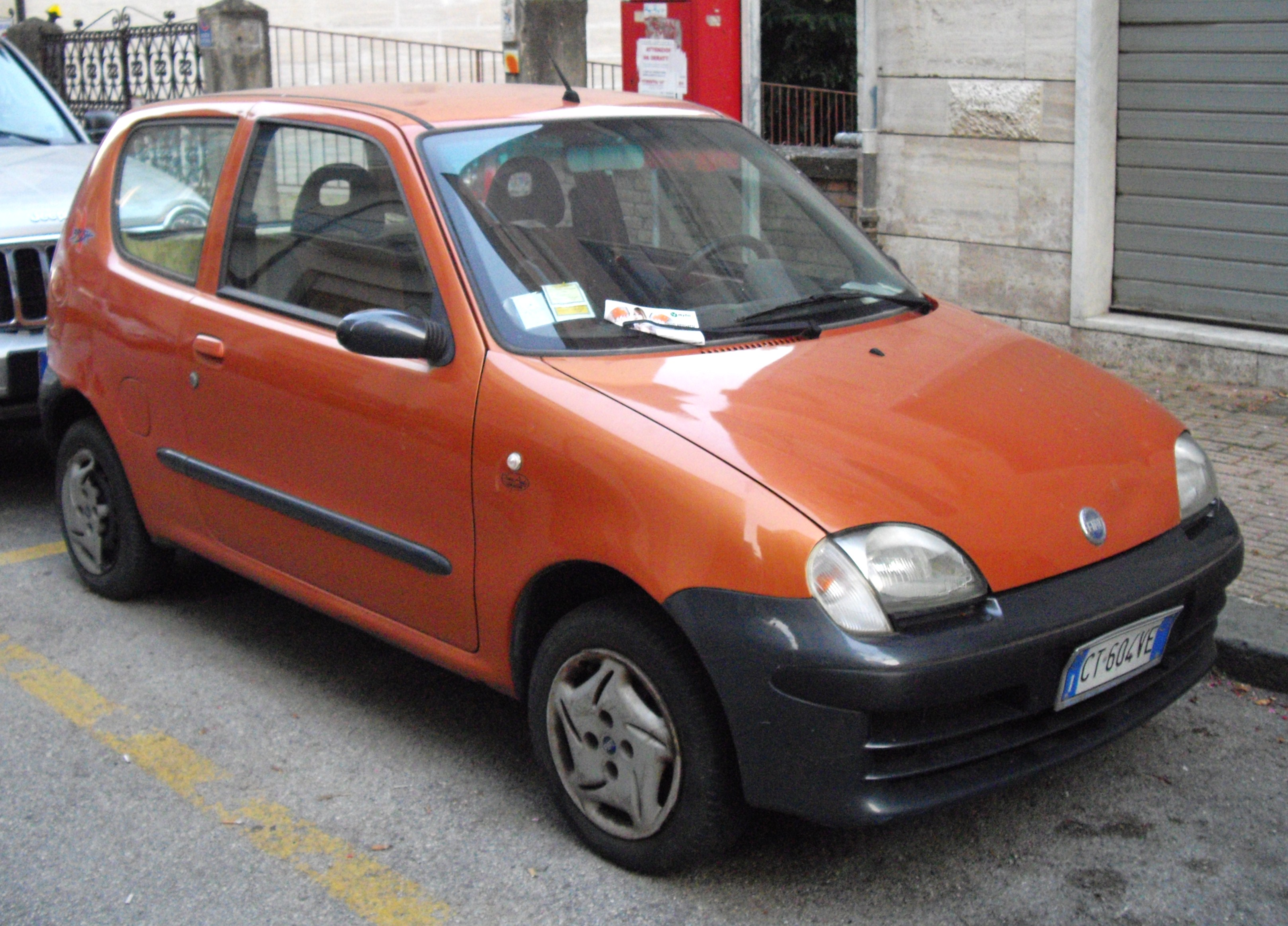
Fiat Seicento Brush po liftingu

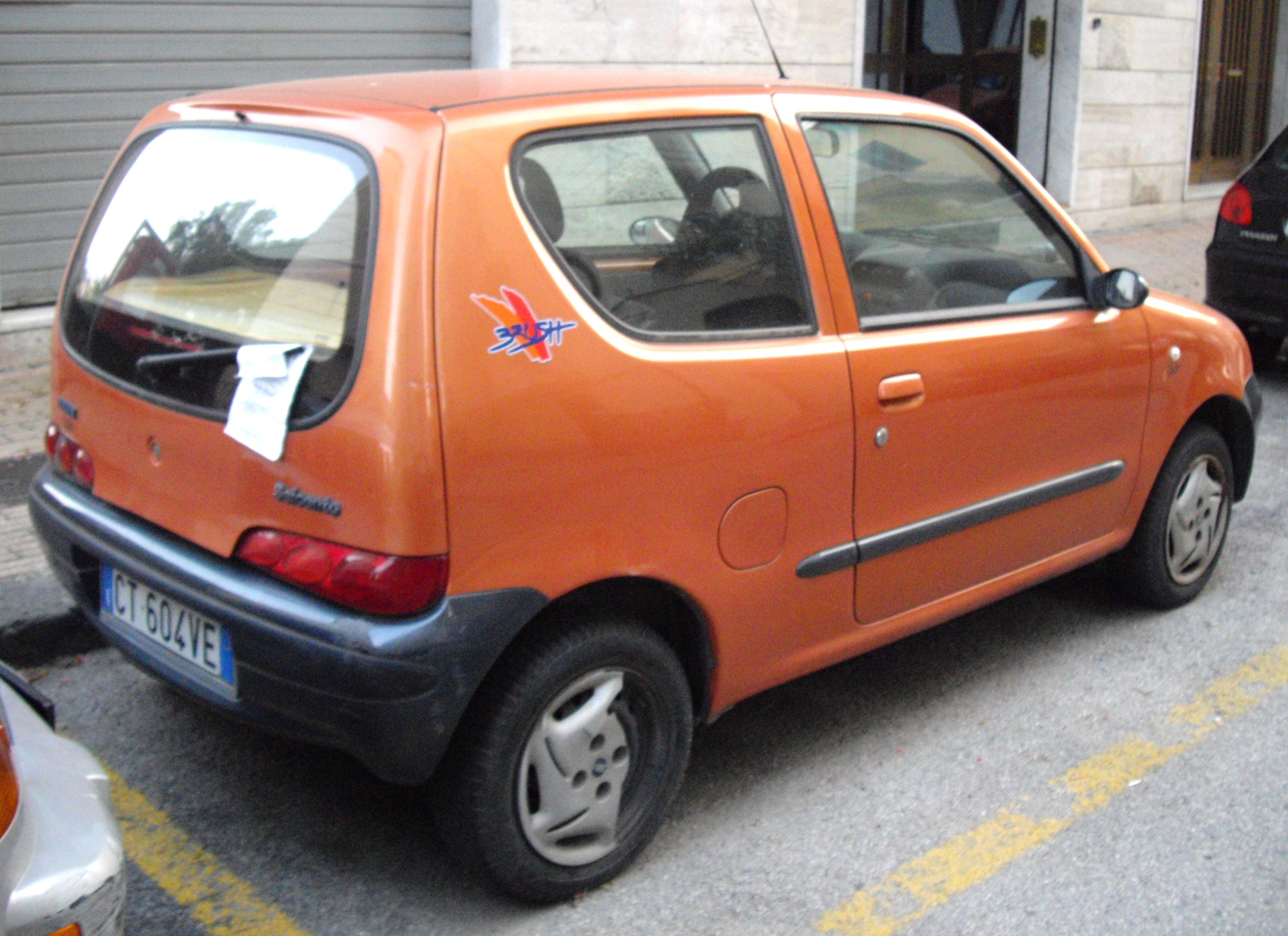
Fiat Seicento Brush – tył po liftingu

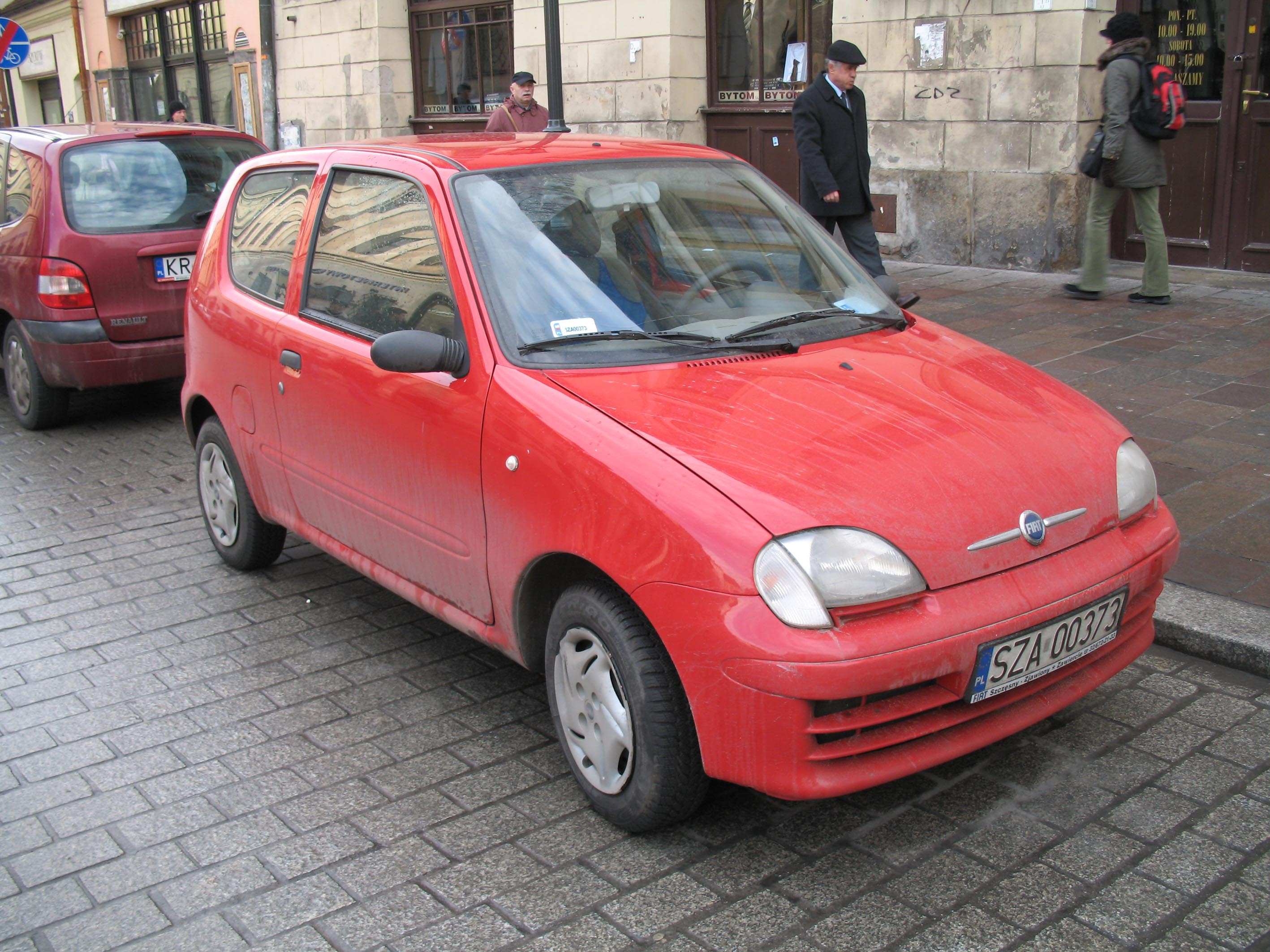
Fiat 600

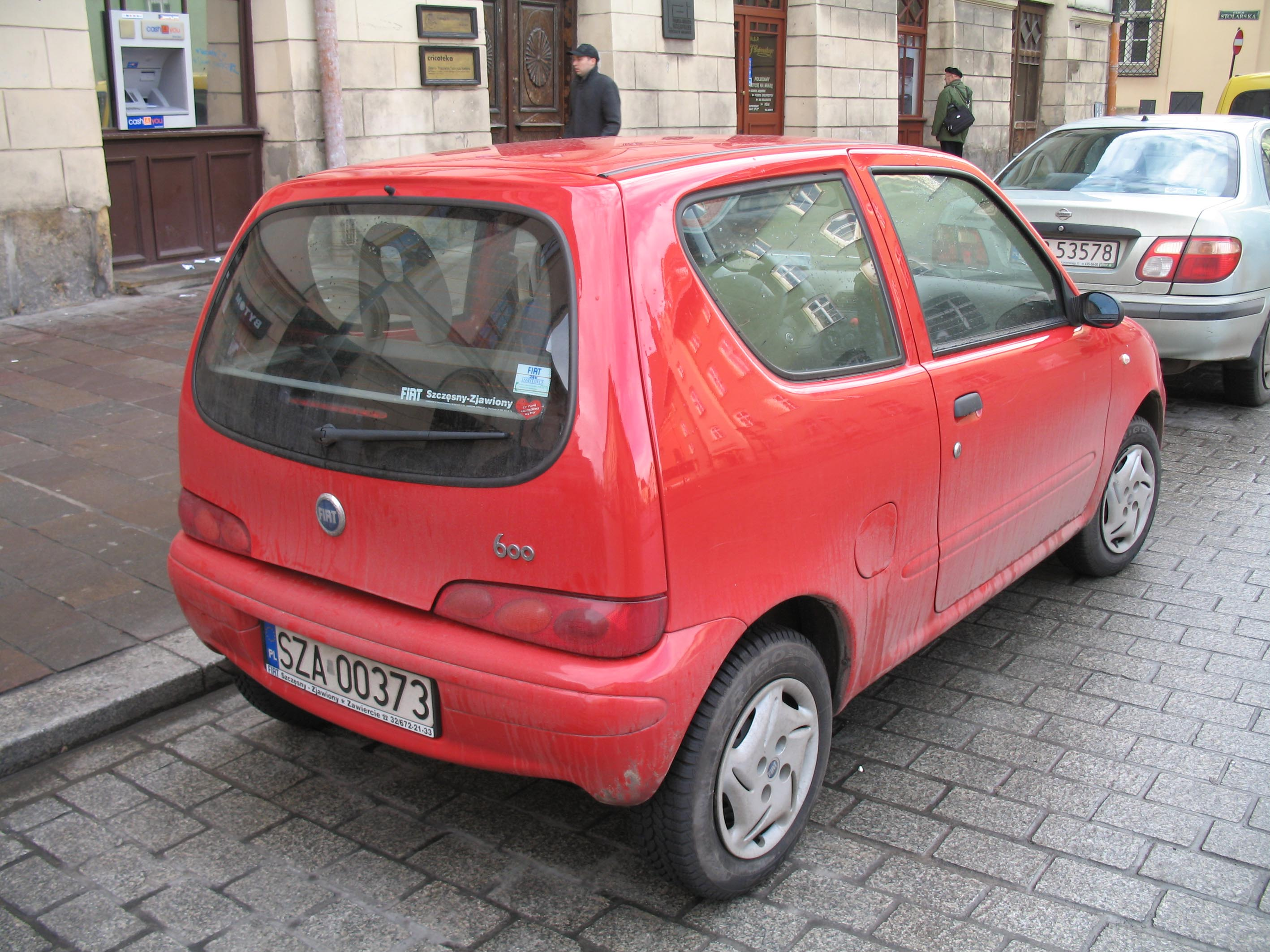
Fiat 600 – tył

### Historia
Pierwsze egzemplarze opuściły fabrykę w Tychach 22 września 1997 roku. Samochód został zaprezentowany w marcu 1998 roku podczas Międzynarodowego Salonu Samochodowego w Genewie 1998 jako następca modelu Cinquecento. Na rynek włoski pojazd trafił w marcu 1998, w większości pozostałych krajów Europy sprzedaż rozpoczęto miesiąc później. W Polsce trafił do salonów we wrześniu 1998 roku. Nowy model przejął od poprzednika większość rozwiązań konstrukcyjnych, w tym płytę podłogową, układ zawieszenia oraz dostępne silniki. Nowe było nadwozie z bardziej zaokrąglonymi kształtami. Przez kilka miesięcy oba pojazdy produkowane były równocześnie, aż do października 1998, kiedy to zakończono produkcję Cinquecento. Nabywca Seicento miał do wyboru dwie jednostki napędowe – 900 cm³ i 1,1 dm³. Większy motor oferowano tylko w usportowionej wersji Sporting, w 1999 trafił on także do innych odmian modelu. W maju 2000 roku fabrykę opuścił półmilionowy egzemplarz. 24 listopada 2000 roku zaprezentowano wersję po drobnym faceliftingu nadwozia. Nieznacznie zwiększyła się długość i wysokość nadwozia, na masce znalazł się nowy znaczek Fiata, powiększono ponadto przednie kierunkowskazy. Zastosowano także nowe kolory tapicerki, na desce rozdzielczej zamontowano elektroniczny licznik kilometrów. Dodatkowo, w związku z wprowadzeniem ostrzejszych norm emisji spalin, wprowadzono nową wersję silnika 1.1 – wyposażona była ona w wielopunktowy wtrysk paliwa, nowy wałek rozrządu oraz inny kolektor dolotowy. Tak zmodyfikowana jednostka spełniała normę emisji spalin Euro 3.
W maju 2002 roku wycofano z oferty silnik 900. Jednostka ta oferowana była wyłącznie na rynku polskim, eksport do krajów Unii Europejskiej był niemożliwy ze względu na niespełnianie obowiązujących tam norm emisji spalin. W kwietniu 2003 roku wyprodukowano milionowy egzemplarz modelu. W marcu 2004 roku przeprowadzono kolejny drobny facelifting: zderzaki w kolorze nadwozia, nowe logo Fiat na klapie bagażnika oraz nowy wzór kołpaków, oprócz tego do gamy kolorów nadwozia dodano trzy nowe pozycje. Także w 2004 zakończono sprzedaż modelu na rynku brytyjskim, jego miejsce zajął nowy Fiat Panda II.
W celu uczczenia 50. rocznicy wyprodukowania pierwszego Fiata 600, Fiat zmienił we wrześniu 2005 nazwę modelu na Fiat 600 (seicento oznacza 600 w języku włoskim). Egzemplarze wyprodukowane pod nazwą 600 cechują się lepszą jakością wykończenia wnętrza, jak i bogatszym wyposażeniem. Od 2005 roku model oferowano tylko w Polsce i we Włoszech, na pozostałych rynkach zastąpiła go Panda. W 2008 roku zaprzestano produkcji wersji osobowych samochodu, w ofercie pozostała jedynie wersja Van. Produkcję Fiata 600 zakończono 26 maja 2010 roku. Jeden z ostatnich egzemplarzy został przekazany Muzeum Techniki w Warszawie.
W 2008 roku z tyskiej fabryki zjechało 25 166 sztuk tego modelu. Nieliczne z nich trafiły na polski rynek. Natomiast w 2009 roku było to 10 794 sztuk. Łącznie wyprodukowano 1 328 973 egzemplarze modelu Seicento/600, z czego 1 039 671 trafiło na eksport.

### Wersje i edycje specjalne

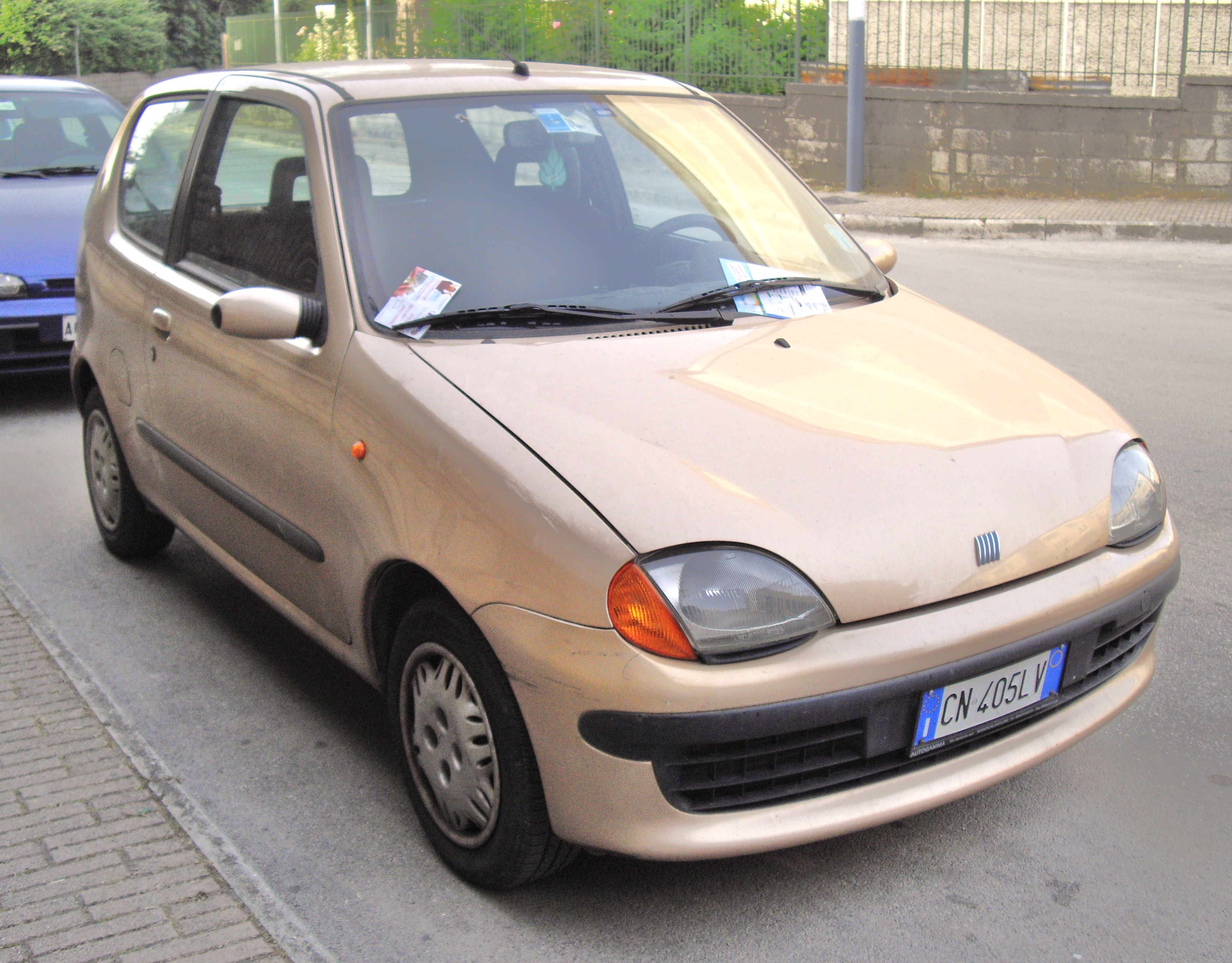
Fiat Seicento Suite

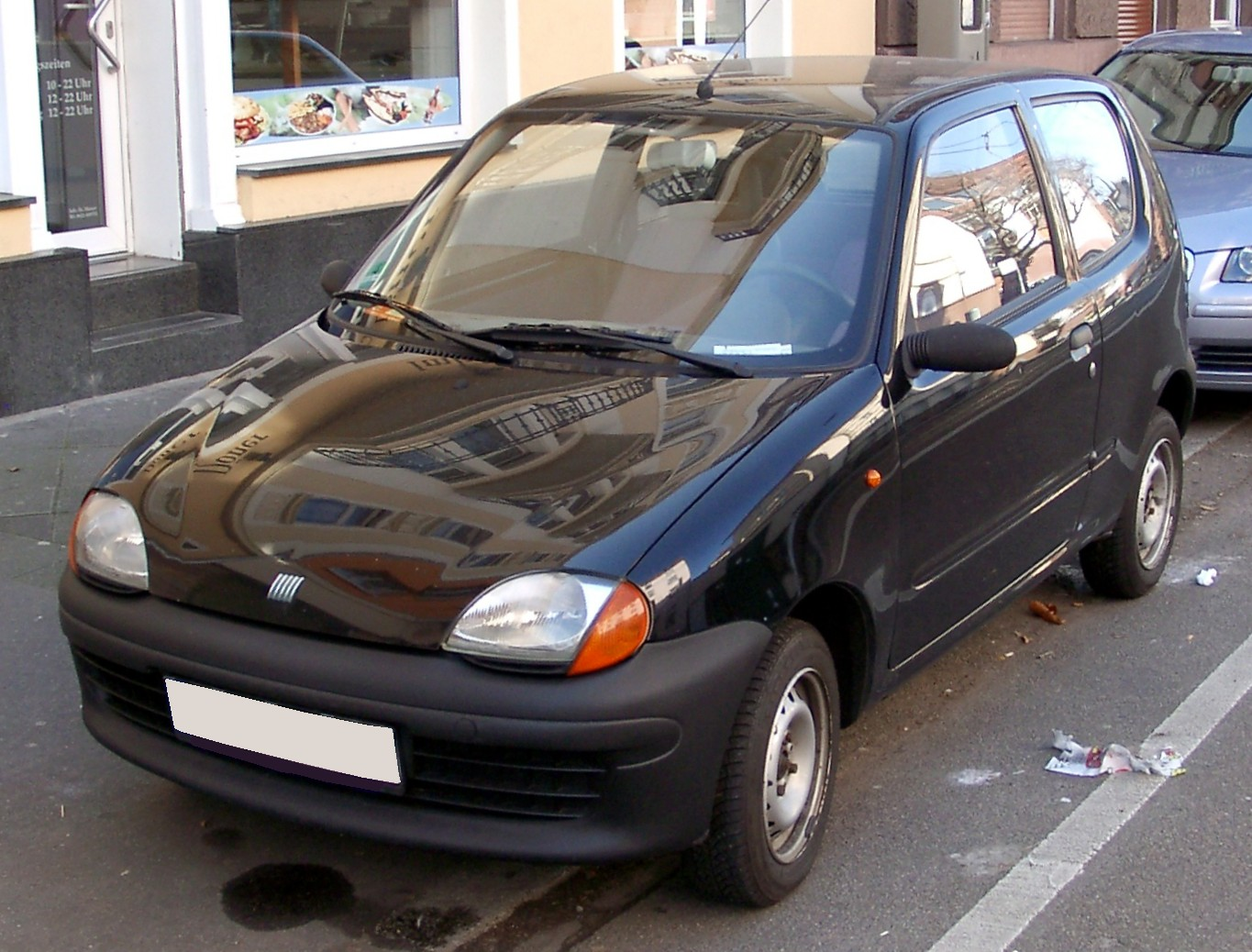
Fiat Seicento Young

Początkowo pojazd dostępny był w trzech wersjach wyposażeniowych: S, SX i Sporting. Podstawowy wariant S wyposażony był m.in. w nielakierowane zderzaki i lusterka oraz stalowe felgi. Wersja SX wyróżniała się zderzakami w kolorze nadwozia, elektrycznie sterowanymi szybami i centralnym zamkiem. Od początku dostępna była też odmiana wyposażona w automatyczne sprzęgło – Citymatic (silnik 900). W późniejszym czasie bazową wersją dla silnika 1100 została Hobby, wyposażenie standardowe obejmowało dodatkowo elektrycznie sterowane szyby przednie oraz dwie poduszki powietrzne (pasażera i kierowcy). Seicento Suite (silnik 1100) występowało z ręczną klimatyzacją w standardzie. Jesienią 1999 na rynku brytyjskim rozpoczęto sprzedaż limitowanej wersji Mia (silnik 900).
Wraz z liftingiem przeprowadzonym w listopadzie 2000 roku zmieniono specyfikację dostępnych wersji wyposażenia, dodatkowo do każdej z nich można było zamówić system ABS. Podstawową odmianą został Young, opcjonalnie mógł zostać wyposażony w elektryczne wspomaganie kierownicy. Wariant S otrzymał dodatkowo w standardzie: uchylne szybki tylne, wspomaganie kierownicy oraz zderzaki w kolorze nadwozia, opcjonalnie mógł zostać doposażony m.in. w klimatyzację manualną, elektrycznie podnoszone szyby przednie, czy też centralny zamek. Bogatszy SX w wyposażeniu dodatkowym miał dwie poduszki powietrzne, elektrycznie podnoszone szyby i centralny zamek. Występowała też limitowana wersja Fun – miała m.in.: zderzaki w kolorze nadwozia, zestaw audio, uchylne szyby tylne i bezwładnościowe pasy bezpieczeństwa dla pasażerów tylnej kanapy.

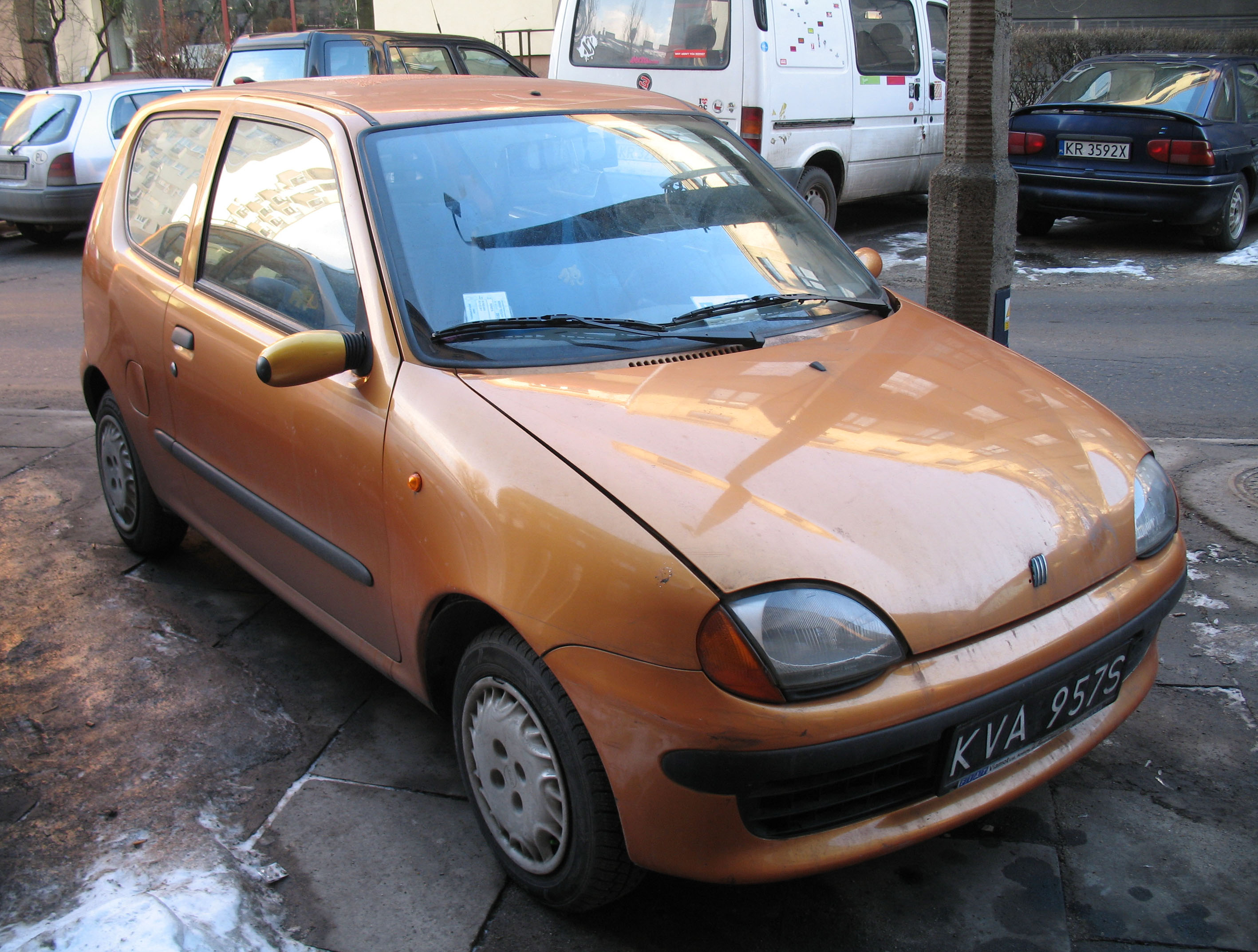
Fiat Seicento Hobby

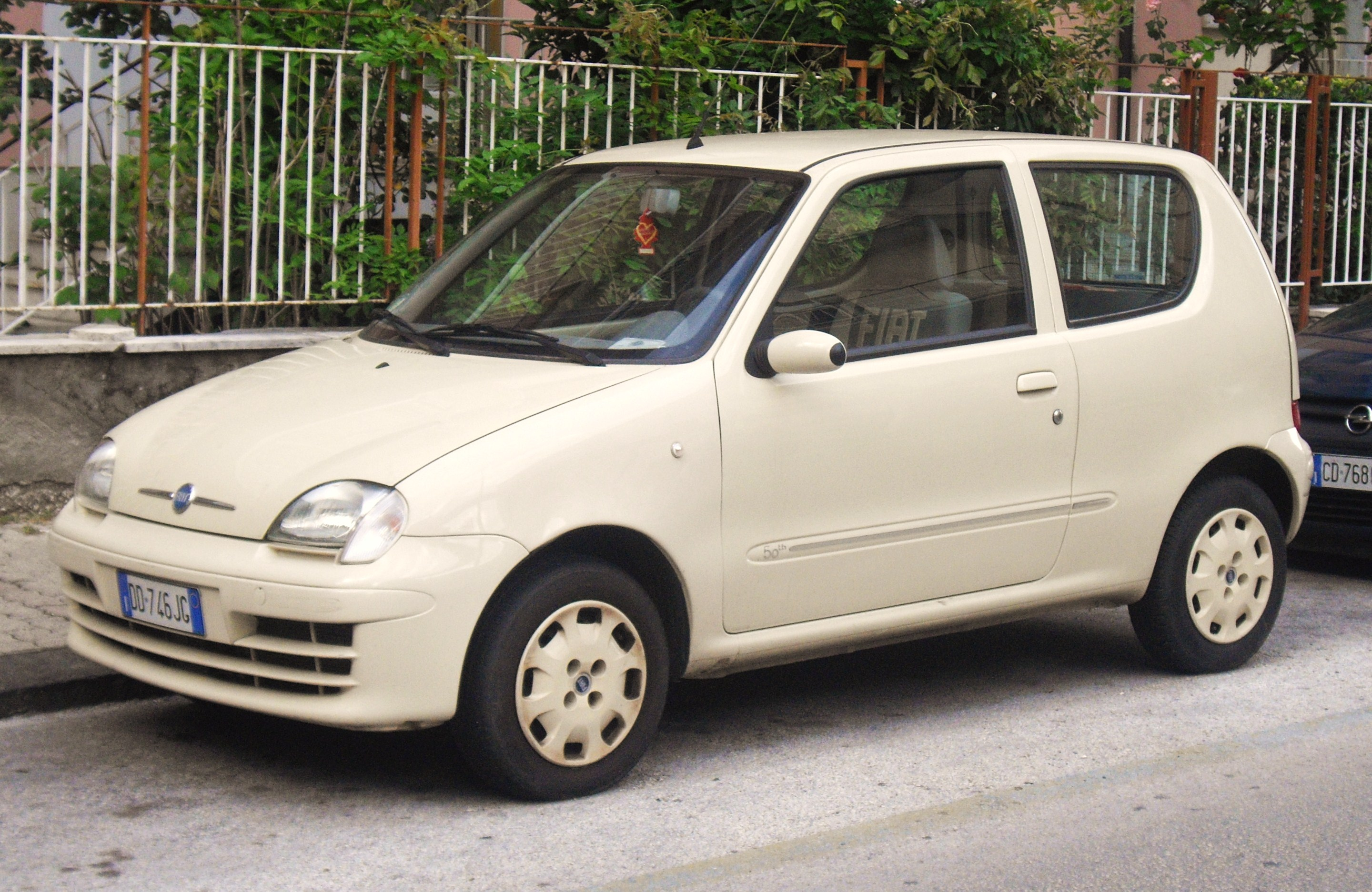
Fiat 600 50th Anniversary

Wersja Brush oferowana z silnikami 900 i 1100, bazowała na odmianie Fun. Cechowała się dwukolorowym kontrastowym malowaniem nadwozia – dostępnych było kilka wariantów kolorystycznych. Standardem był lakier metalizowany. Oprócz tego, wewnątrz zastosowano dwukolorową tapicerkę, z wyposażenia dodatkowego zamontowano elektrycznie sterowane szyby w drzwiach przednich.

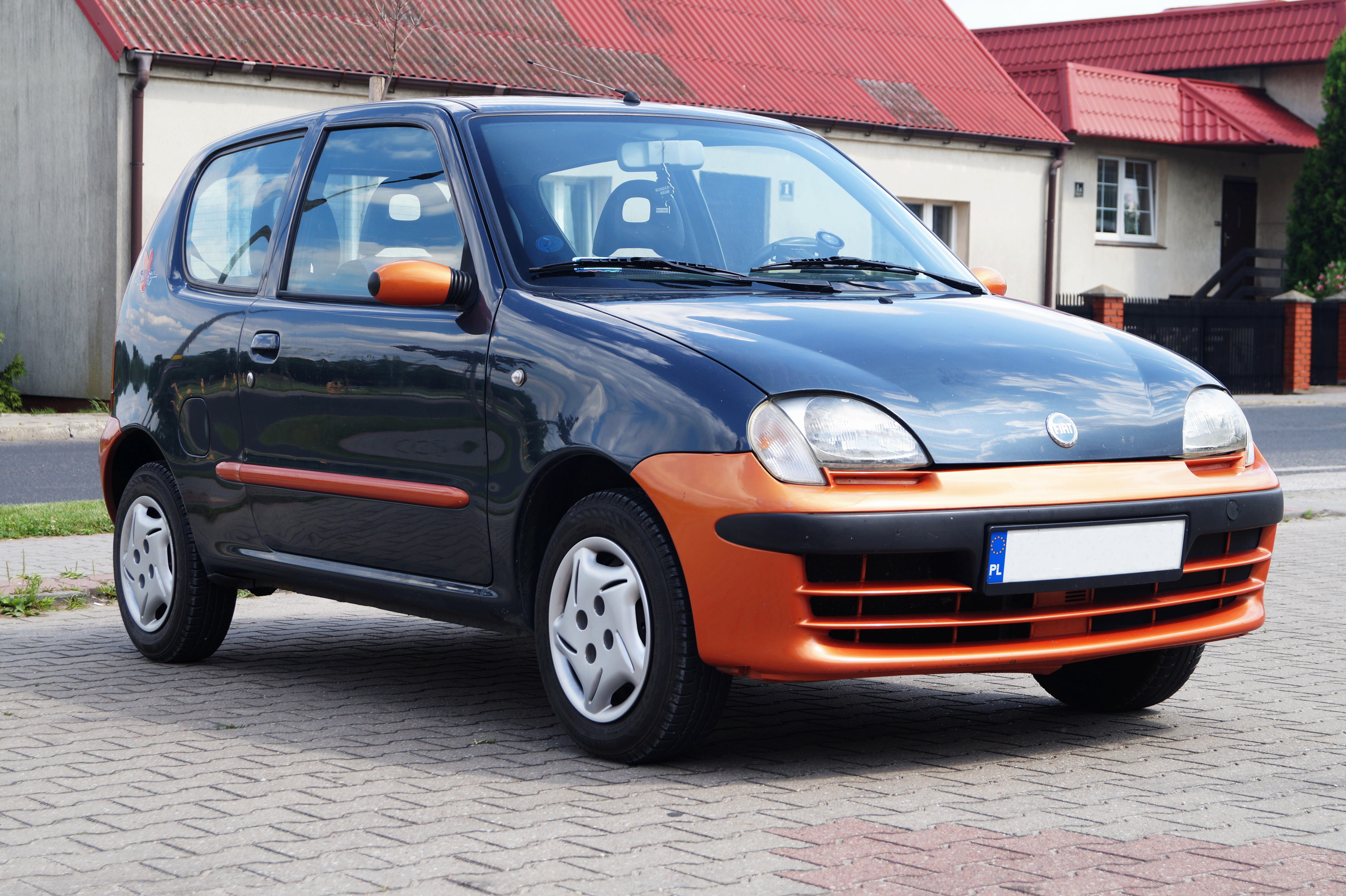
Fiat Seicento Brush

Bazową wersją po wycofaniu silnika 900 stała się Actual, wyposażenie zawierało m.in.: immobilizer, napinacze przednich pasów bezpieczeństwa czy spryskiwacz tylnej szyby. W wariancie Active nabywca otrzymywał dodatkowo elektrycznie sterowane szyby przednie, poduszkę powietrzną kierowcy, wspomaganie kierownicy oraz centralny zamek. W czerwcu 2002 rozpoczęto sprzedaż wersji Go!, oferowała ona m.in.: zderzaki w kolorze nadwozia, szyberdach oraz zestaw audio z czterema głośnikami. Od końca stycznia do 2002 do maja 2003 oferowano wersję 2Tone – tylko silnik 1.1, w standardzie lakier metalizowany (nadwozie dwukolorowe). Od stycznia 2003 oferowano limitowaną wersję Dynamic, wyposażoną w elektrycznie podnoszone szyby, felgi ze stopów metali lekkich oraz airbag kierowcy. W 2003 roku wprowadzono edycję Look, w standardzie nabywca otrzymywał: elektryczne wspomaganie kierownicy, elektrycznie sterowane przednie szyby, poduszkę powietrzną kierowcy oraz zderzaki w kolorze nadwozia. W tym samym roku na rynku brytyjskim zaktualizowano listę dostępnych wersji, S została zastąpiona przez Mia, SX przez Active, wprowadzono także limitowaną edycję (styczeń 2003-styczeń 2004). Na wersji Sound oparto wariant Sole (m.in. składany elektrycznie dach).

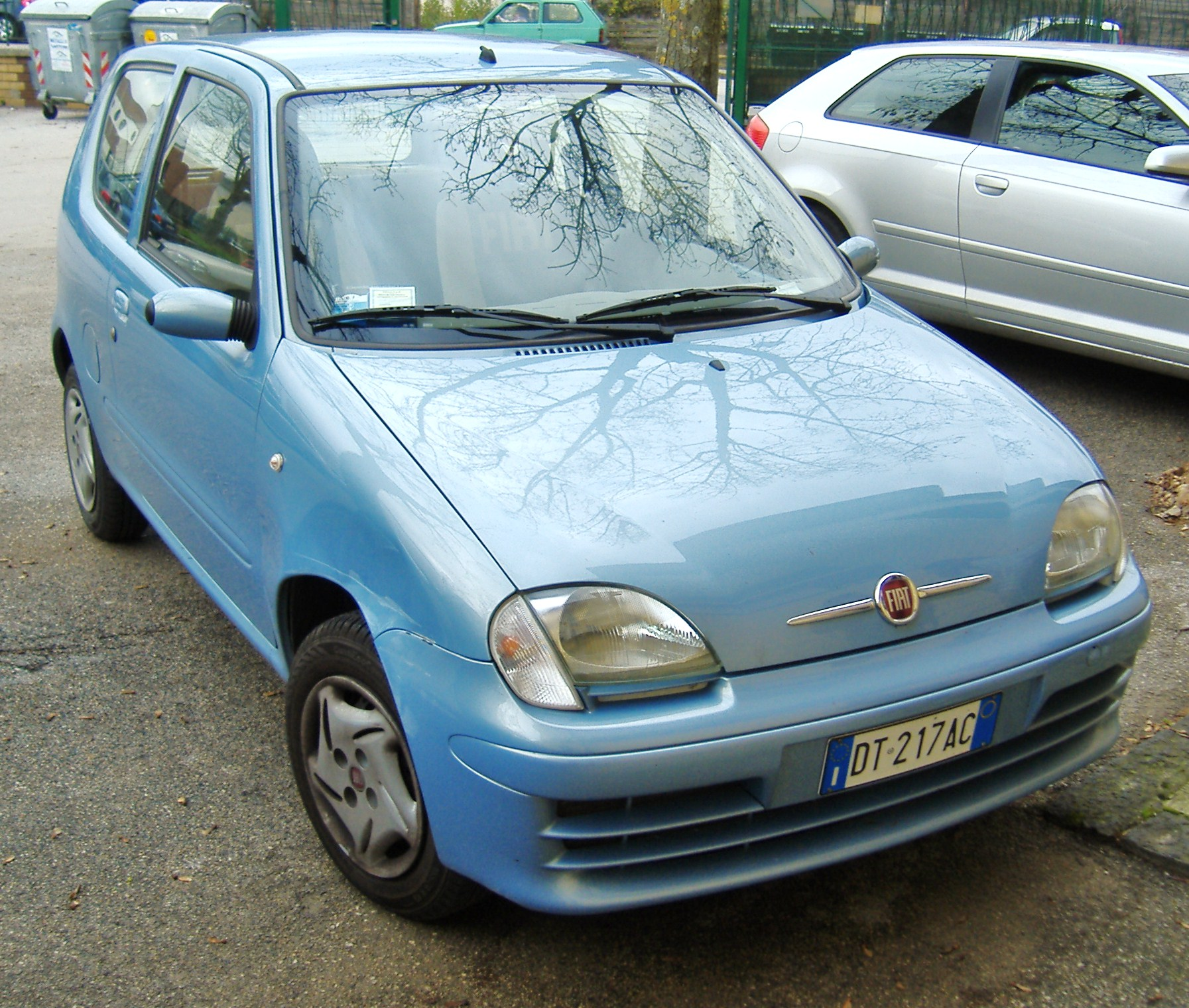
Fiat 600 Active

W 2005 roku, z racji 50-lecia modelu 600, Fiat przygotował limitowaną edycję Seicento – 600 50th. Pojazd dostępny był w trzech specjalnych pastelowych kolorach nawiązującej do kolorystyki fiatów z lat 60. XX wieku. Przez całą długość przedniej maski i dachu poprowadzono charakterystyczny podłużny pas, kołpaki kół i lusterka boczne pomalowano na kolor kości słoniowej. Wyposażenie pojazdu objęło dodatkowo: poduszki powietrzne pasażera i kierowcy, ABS i EBD oraz manualną klimatyzację. Najtańszym wariantem został wówczas Fresh.

### S i SX
Fiat Seicento był początkowo dostępny tylko i wyłącznie w bazowej wersji S wyposażonej m.in. w nielakierowane zderzaki i lusterka oraz stalowe felgi, natomiast wersja SX różniła się m.in. zderzakami w kolorze nadwozia, elektrycznie sterowanymi szybami i centralnym zamkiem.

### Fun
Limitowana edycja Fiata Seicento wyposażona m.in. w lakierowane pod kolor nadwozia zderzaki, zestaw audio, uchylne szyby tylne i bezwładnościowe pasy bezpieczeństwa dla pasażerów tylnej kanapy.

### 600 50th
W 2005 roku z racji 50-lecia modelu 600, Fiat przygotował limitowaną edycję Seicento – 600 50th. Pojazd dostępny był w trzech specjalnych pastelowych kolorach inspirowanych paletą Fiata z lat-60. XX wieku. Przez całą długość przedniej maski i dachu poprowadzono charakterystyczny podłużny pas, kołpaki kół i lusterka boczne pomalowane były na kolor kości słoniowej. Wyposażenie pojazdu objęło dodatkowo: Poduszki powietrzne pasażera i kierowcy, ABS i EBD oraz ręczną klimatyzację.

### Sporting

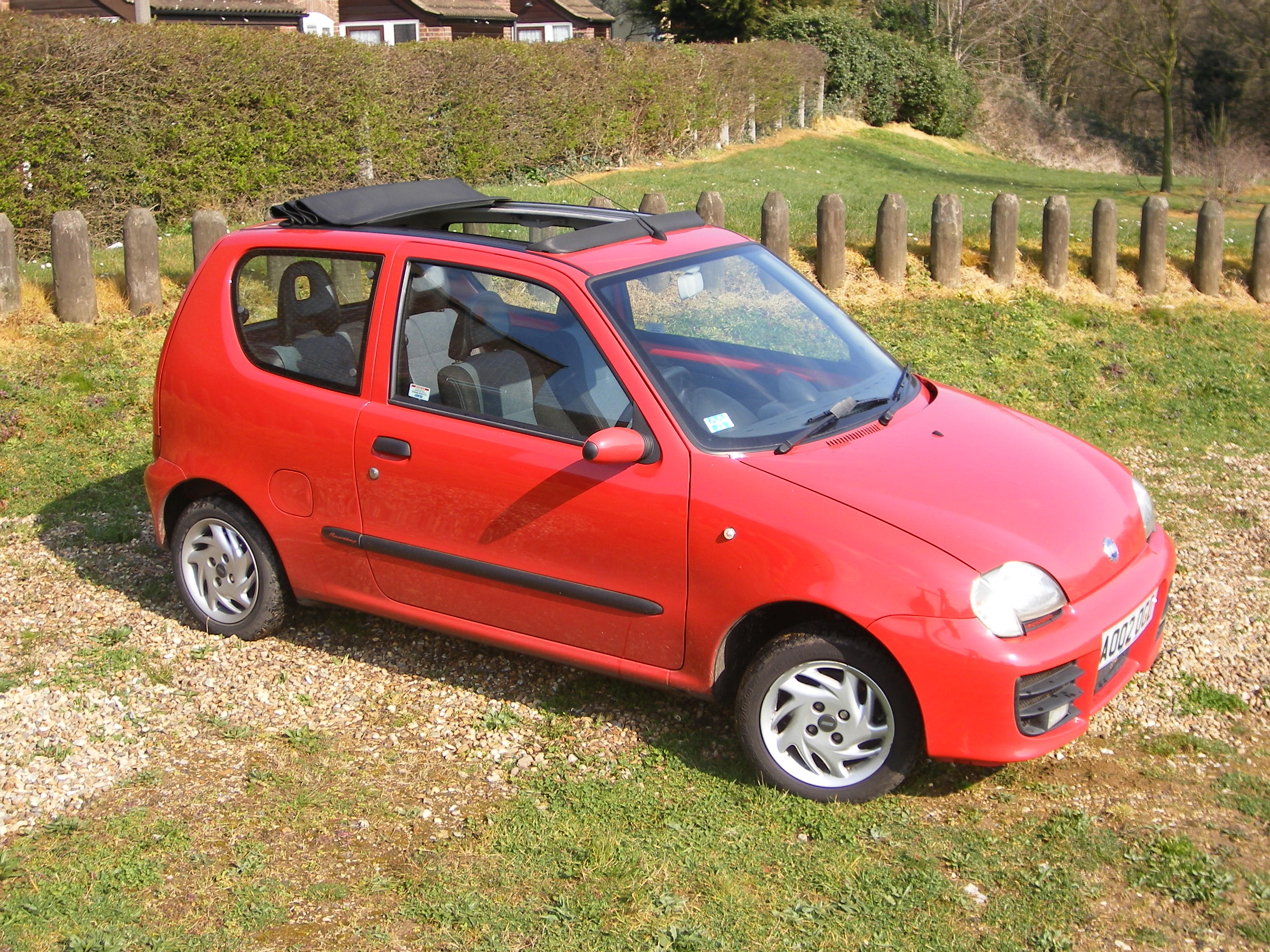
Fiat Seicento Sporting

Wersja Sporting była dostępna od 1998 roku, do napędu służył silnik 1.1 Fire o mocy maksymalnej 54 KM (40 kW). Zastosowano w niej skrzynię biegów o innych przełożeniach (krótsze biegi III, IV i V), stabilizator poprzeczny zawieszenia przedniego, felgi ze stopów lekkich z szerszymi oponami oraz elektryczne wspomaganie układu kierowniczego (EPAS). Na desce rozdzielczej pojawił się obrotomierz (tylko w tej wersji), koło kierownicy i mieszek lewarka skrzyni biegów obszyto skórą. Pojazd cechował się lepszą niż w przypadku standardowej wersji 1.1 dynamiką oraz nieco wyższym zużyciem paliwa. Występowała także wersja Sporting Abarth (nakładki nadwozia, inny wzór felg oraz zmodyfikowany układ przeniesienia napędu). Wersję Sporting wycofano z rynku w 2002 roku, wtedy też zakończono sprzedaż podstawowej wersji modelu z silnikiem 900.

### Schumacher
Podobnie jak Sporting skonfigurowana była limitowana wersja Schumacher. Produkowana była od marca 2001 do maja 2003 roku. Sygnowana była ona podpisem Michaela Schumachera, utytułowanego kierowcy Formuły 1. Początkowo miała być to limitowana do 1000 egzemplarzy seria, jednakże duża popularność sprawiła, że Fiat kontynuował produkcję po osiągnięciu zakładanego poziomu. Każdy samochód otrzymywał tabliczkę z unikalnym numerem. Wyposażenie standardowe objęło m.in.: wspomaganie układu kierowniczego, stabilizator poprzeczny przedniego zawieszenia, centralny zamek, poduszkę powietrzną kierowcy, felgi ze stopów metali lekkich, dwukolorową tapicerkę oraz ABS. Opcjonalnie dostępna była klimatyzacja manualna.

### Elettra

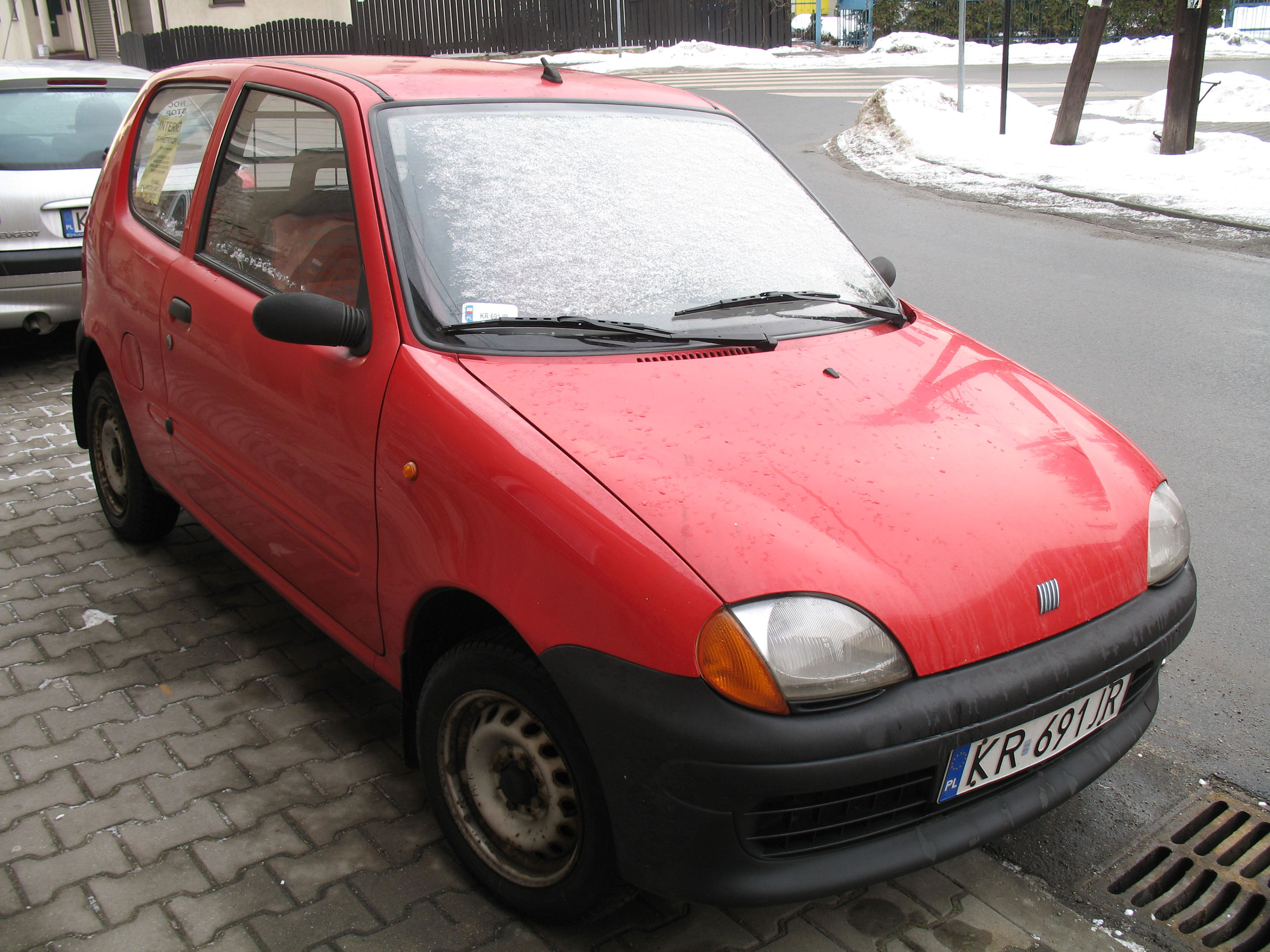
180xSeicento Van

Od 1998 roku Fiat oferował wersję elektryczną Seicento – nosiła ona nazwę Elettra. Była to kontynuacja miejskich pojazdów Fiata z alternatywnym napędem (po modelach Panda Elettra i Cinquecento Elettra). Masa własna pojazdu wynosiła 1200 kg, ładowność 4 osoby + 40 kg bagażu w wersji osobowej lub 2 osoby i 160 kg w wersji van. Trójfazowy asynchroniczny silnik elektryczny o mocy maksymalnej 40 KM (30 kW) znajdował się nad tylną osią, pod bagażnikiem. Napęd przenoszony był na oś tylną. Pozwalał on na osiągnięcie prędkości maksymalnej ponad 100 km/h, przyspieszenie 0–50 km/h zajmowało mniej niż 8 sekund, zasięg pojazdu w ruchu miejskim wynosił co najmniej 80 km. Do magazynowania energii służyło 18 akumulatorów kwasowo-ołowiowych Exide o pojemności 60 Ah każdy i łącznej masie 390 kg. Umieszczone zostały one w dwóch oddzielonych od kabiny pasażerskiej przedziałach, pod maską silnika, w tunelu między fotelami i pod tylną kanapą. Czas pełnego ładowania wynosił około 8 godzin. 

### Van
Wersja van oferowana była od 1998 roku. Początkowo do napędu używano zarówno silnika 900, jak i 1100, mniejszy motor wyparto jednak z gamy jednostek napędowych w maju 1999 roku. Pojazd cechował się powiększoną przestrzenią bagażową oddzieloną od części pasażerskiej kratką. Koło zapasowe i gaśnicę przeniesiono za fotel pasażera. Przestrzeń ładunkowa o objętości 980 dm³ pozwala na przewożenie ładunku o masie do 505 kg.

### Olimpia
We wrześniu roku 2000 oferowano Fiata Seicento w wersji limitowanej Olimpia, różniła się m.in. lakierowanymi zderzakami, uchylnymi tylnymi szybami, bezwładnościowymi pasami bezpieczeństwa dla pasażerów z tyłu oraz magnetofonem firmy Clarion z możliwością podłączenia zmieniacza płyt CD.

### Go!
W czerwcu 2002 rozpoczęto sprzedaż wersji Go!, oferowała ona m.in. zderzaki w kolorze nadwozia, szyberdach oraz radio CD Clarion z 4 głośnikami.

### Brush
Wersja Brush oferowana była z silnikami 900 i 1100, bazowała na odmianie Fun. Cechowała się dwukolorowym kontrastowym malowaniem nadwozia, dostępnych było kilka konfiguracji. Standardem był lakier metalizowany. Oprócz tego, wewnątrz zastosowano dwukolorową tapicerkę, z wyposażenia dodatkowego zamontowano elektrycznie sterowane szyby w drzwiach przednich.

### Young
Najuboższy wariant Fiata Seicento wyposażony tylko i wyłącznie w napinacze pasów bezpieczeństwa.

### Actual
Po wycofaniu silnika 900 bazową wersją stała się wersja Actual, wyposażenie zawierało m.in. immobilizer, napinacze przednich pasów bezpieczeństwa i spryskiwacz tylnej szyby.

### Active
Wersja Active wyposażona była m.in. w elektrycznie sterowane szyby przednie, poduszkę powietrzną kierowcy, wspomaganie kierownicy i centralny zamek.

## Poziom produkcji
Źródło:
| Rok  | Produkcja |
| ---- | --------- |
| 1997 | 633       |
| 1998 | 152 755   |
| 1999 | 253 345   |
| 2000 | 236 283   |
| 2001 | 175 092   |
| 2002 | 143 923   |
| 2003 | 115 504   |
| 2004 | 69 317    |
| 2005 | 54 918    |
| 2006 | 46 115    |
| 2007 | 35 976    |
| 2008 | 25 166    |
| 2009 | 10 794    |
| 2010 | 9152      |

## Testy bezpieczeństwa
W testach zderzeniowych, prowadzonych przez EuroNCAP, Fiat Seicento uzyskał jeden z najgorszych wyników w historii tych testów. Przyznano mu 1,5 punktu na 5 możliwych. Uzyskane punkty pozwalały na zdobycie dwóch gwiazdek, jedna została jednak skreślona za zbyt duże obrażenia kierowcy (zagrażające życiu).

## Tuning

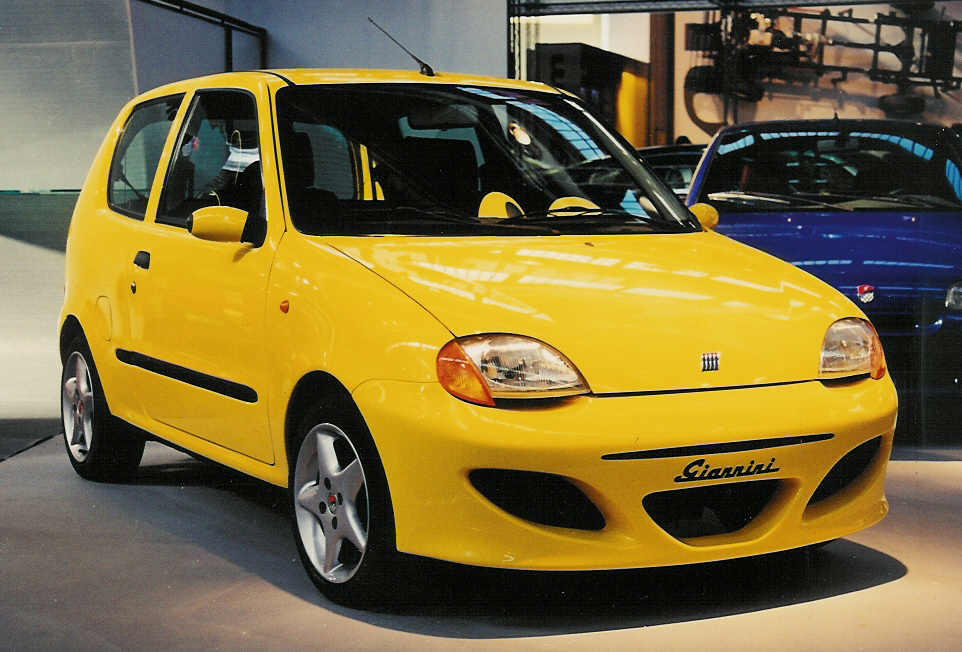
Giannini Seicento

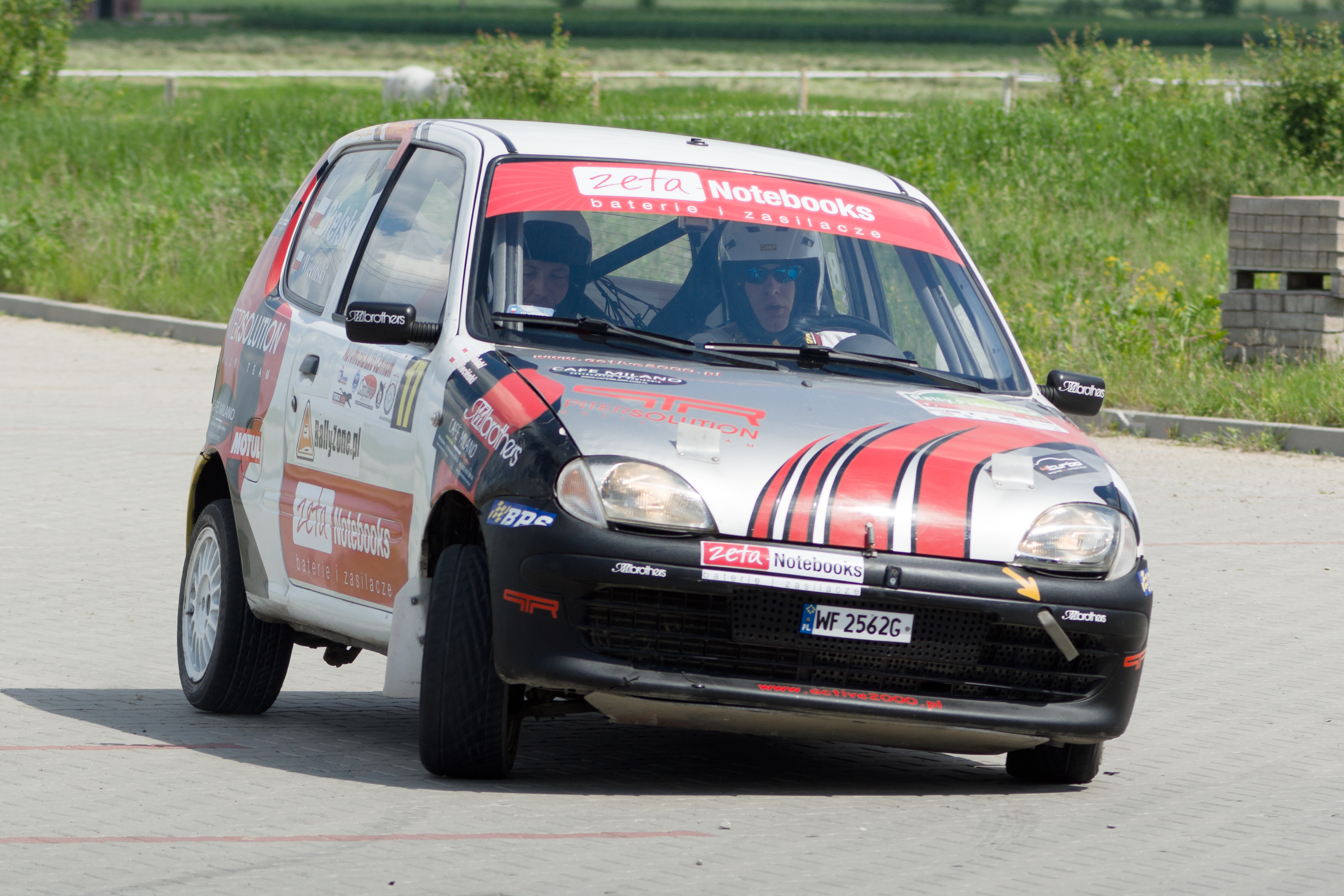
Seicento podczas Rally Piaseczno 2012

Włoska firma Giannini Automobili oferowała dla Seicento pakiet Sport GTO podnoszący osiągi oraz zmieniający wygląd nadwozia. Moc silnika 1.1 podniesiono do 73 KM (54 kW), zachowano przy tym charakterystykę przebiegu krzywej momentu obrotowego. Prędkość maksymalna wynosiła ponad 170 km/h, przyspieszenie 0–100 km/h zajmowało około 10,5 s.
G-Tech oferował ulepszenie Seicento do wersji Evo 2 – cechowała się ona m.in. turbodoładowanym silnikiem R4 1.2 generującym moc 114 KM, po modyfikacjach prędkość maksymalna wyniosła 204 km/h, przyspieszenie 0–100 km/h 8,9 s zaś średnie zużycie paliwa 8,8 l/100 km.

## Rajdy i wyścigi
Samochód zdobył popularność w Samochodowych Mistrzostwach Polski – rozgrywano serię wyścigów Puchar Seicento. Wciąż rozgrywane są serie wyścigowe, w których Seicento pełni rolę pierwszoplanową. W Polsce odbywają się regularne wyścigi rallycrossu, w których kierowcy rywalizują specjalnie do tego celu zmodyfikowanymi Fiatami.

## Testy drogowe i odbiór
W grudniu 2005 redakcja magazynu „CAR Magazine” opublikowała wyniki testu wersji Seicento S z silnikiem 1.1 MPI. Zmierzono czas przyspieszenia 0–100 km/h równy 15,71 s, prędkość maksymalna uzyskana ze średniej najlepszych dwóch przejazdów wyniosła 151 km/h. Zużycie paliwa przy stałej prędkości 100 km/h wyniosło w teście 5,71 l/100 km.
Podczas testów drogowych krytykowano zbyt mały bagażnik oraz ilość miejsca dla pasażerów na tylnej kanapie. Do plusów pojazdu zaliczano zwrotność oraz oszczędne silniki.
Seicento kilkakrotnie było sprawdzane w raporcie niezawodności TÜV. W 2004 roku w segmencie samochodów 4- i 5-letnich zajął 84. pozycję na 103 możliwe, dla samochodów 1-3 letnich 96. na 113, w 2006: 76. na 97 (pojazdy 6- i 7-letnie), 93. na 106 (4- i 5-letnie) oraz 74. na 107 (2- i 3-letnie), w 2008: 55. na 88 (8- i 9-letnie), 88. na 99 (6- i 7-letnie), 94. na 111 (4- i 5-letnie) oraz 100. na 116 (2- i 3-letnie), w 2010 roku zaś 67. miejsce na 75 możliwych w klasie pojazdów 10- i 11-letnich, 104. na 123 (6- i 7-letnie, jak i 4- i 5-letnie). W roku 2005 w kategorii pojazdów 4- i 5-letnich było to miejsce 89. na 105 możliwych oraz 69. na 110 (2- i 3-letnie), 2 lata później (samochody 6- i 7-letnie) 83. na 96, 79. na 107 (4- i 5-letnie) oraz 88. na 113 (2- i 3-letnie).
Trzykrotnie przeprowadzano akcje serwisowe. Pierwsza (czerwiec 2000) dotyczyła wadliwego pedału hamulca który mógł pęknąć, kolejna, w grudniu 2000, przewodów hamulcowych – istniała możliwość przetarcia, ostatnia zaś (kwiecień 2004) zbiornika paliwa – możliwej korozji powodującej przeciek.

## Dane techniczne
Pojazd mógł być napędzany przez jeden z dwóch benzynowych silników R4, oba znane były z modelu Cinquecento. Mniejsza jednostka o pojemności 899 cm³ z rozrządem typu OHV napędzanym łańcuchem wyposażona została w jednopunktowy wtrysk paliwa. Wał korbowy podparty był w trzech miejscach, w rozrządzie zastosowano hydrauliczną kasację luzu zaworowego. Silnik ten w momencie wprowadzenia Seicento do produkcji był już leciwą konstrukcją znaną jeszcze z modelu 127. Większa jednostka o pojemności 1108 cm³ występowała w dwóch wariantach, z wtryskiem jedno- lub wielopunktowym, rozrząd typu SOHC napędzany był poprzez pasek. Występowała także wersja Elettra z trójfazowym asynchronicznym silnikiem elektrycznym.
Napęd przenoszony był poprzez 5-biegową manualną skrzynię biegów na oś przednią. Występował także wariant Citymatic, wyposażony w automatyczne sprzęgło sterowane elektrohydraulicznie, którego obsługa odbywała się bezpośrednio poprzez drążek zmiany biegów. Nad poprawną pracą sprzęgła czuwają elektroniczne czujniki oraz komputer, przed wrzuceniem złego biegu kierowcę ostrzegał sygnał dźwiękowy. Kierowca do obsługi miał dwa pedały, przyspieszenia i hamulca.
Zużycie paliwa na 100 km dla wersji 900 wynosiło: 6,6 l w cyklu miejskim, 4,7 l przy 90 km/h i 6,3 l przy 120 km/h. Dla wersji Sporting było to odpowiednio: 7,5, 4,7 i 6,3 l. Emisja CO2 na 1 km dla silnika 1.1 wynosiła w zależności od wersji od 143 do 155 g.

### Silnik
| Wersja             | Silnik:                                         | Układ zasilania:                        | Stopień sprężania: | Średnica × skok tłoka: | Moc maksymalna:                    | Maks. moment obrotowy     | 0–100 km/h:              | V-max:             | Średnie zużycie paliwa na 100 km: |
| Silniki benzynowe: | Silniki benzynowe:                              | Silniki benzynowe:                      | Silniki benzynowe: | Silniki benzynowe:     | Silniki benzynowe:                 | Silniki benzynowe:        | Silniki benzynowe:       | Silniki benzynowe: | Silniki benzynowe:                |
| ------------------ | ----------------------------------------------- | --------------------------------------- | ------------------ | ---------------------- | ---------------------------------- | ------------------------- | ------------------------ | ------------------ | --------------------------------- |
| 900                | R4 0,9 l (899 cm³), 2 zawory na cylinder, OHV   | wtrysk jednopunktowy Weber IAW 16 FM.EC | 8,8                | 65 × 67,7 mm           | 39 KM (29 kW) przy 5500 obr./min   | 65 N·m przy 3000 obr./min | 18 s                     | 140 km/h           | 6,1 l                             |
| 1.1                | R4 1,1 l (1108 cm³), 2 zawory na cylinder, SOHC | wtrysk jednopunktowy Weber IAW 16 FM.E6 | 9,6                | 70 × 72 mm             | 54 KM (40 kW) przy 5500 obr./min   | 86 N·m przy 3250 obr./min | 14,8 s 13,8 s (Sporting) | 150 km/h           | 5,8 l 6,2 l (Sporting)            |
| 1.1                | R4 1,1 l (1108 cm³), 2 zawory na cylinder, SOHC | wtrysk wielopunktowy                    | b.d                | 70 × 72 mm             | 55 KM (40,5 kW) przy 5000 obr./min | 88 N·m przy 2750 obr./min | 14,5 s 13,5 s (Sporting) | 150 km/h           | 6 l 6,5 l (Sporting)              |

### Układ przeniesienia napędu
Źródło:
- Oś napędzana: przednia
- Sprzęgło: cierne, suche, jednotarczowe, sterowane linką (Citymatic – elektrohydraulicznie)
- Skrzynia biegów: 5-biegowa manualna + wsteczny, zblokowana z silnikiem, montowana poprzecznie do osi samochodu
- Przełożenie przekładni głównej:
  - Silnik 900: 4,071
  - Silnik 1100: 3,562
  - Silnik 1100 Sporting: 3,867
- Przełożenia poszczególnych biegów (I / II / III / IV / V / wsteczny):
  - Silnik 900: 3,909 / 2,050 / 1,344 / 0,977 / 0,837 / 3,727
  - Silnik 1100: 3,909 / 2,050 / 1,344 / 0,977 / 0,837 / 3,727 lub 3,909 / 2,158 / 1,345 / 0,974 / 0,766 / 3,818
  - Silnik 1100 Sporting: 3,909 / 2,158 / 1,48 / 1,121 / 0,829 / 3,818

### Układ kierowniczy i hamulcowy
Źródło:
- Układ kierowniczy: zębatkowa przekładnia kierownicza o przełożeniu 19,8 połączone ze zwrotnicą poprzez drążki
- Min. średnica skrętu: 8,8 m
- Układ hamulcowy: dwuobwodowy, hydrauliczny, ze wspomaganiem podciśnieniowym
  - Oś przednia: tarczowe, średnica tarcz 240 mm
  - Oś tylna: bębnowe, średnica 185 mm
- Hamulec pomocniczy: mechaniczny, działający na koła tylne

### Zawieszenie
Źródło:
- Zawieszenie:
  - Oś przednia: niezależne, typu McPherson, wahacze dolne, amortyzatory teleskopowe, sprężyny śrubowe i stabilizator
  - Oś tylna: niezależne wahacze wleczone, przytwierdzone do ramy, amortyzatory hydrauliczne
- Koła: 155/65 R 13T (wersje Sporting: 165/55R13, 175/50R14)

### Pozostałe
Źródło:
- Instalacja elektryczna: 12V, ładowanie poprzez alternator
- Pojemność akumulatora: 40 Ah

## Prototypy

### Fuel cell i Hydrogen
Fiat opracowywał wersję Seicento zasilaną wodorem. Jako baza posłużyła wersja elektryczna, Elettra. W lutym 2001 roku zaprezentowano prototyp Elettra H2 fuel cell. Za generowanie energii elektrycznej odpowiadało urządzenie Stack zasilane mieszaniną wodoru i tlenu. Pojazd był w stanie utrzymywać stałą prędkość na poziome 60 km/h, chwilowo mogła ona wzrosnąć do 100 km/h, przyspieszenie 0–50 km/h zajmowało 8 s, zasięg zaś wynosił 100 km. Rozwinięciem konstrukcji był zaprezentowany w 2003 roku koncept Hydrogen. Ulepszono w nim układ zasilania wodorem, dzięki temu prędkość maksymalna wzrosła do 130 km/h, a zasięg do 220 km.

## Sprzedaż według kraju
Pojazd sprzedawany był w 47 krajach. Najwięksi odbiorcy samochodów Seicento/600 to:
- Włochy – 724 748 sztuk
- Polska – 292 762 sztuk
- Niemcy – 82 287 sztuk
- Wielka Brytania – 46 419 sztuk
- Hiszpania – 33 474 sztuki
- Grecja – 33 411 sztuk
- Holandia – 33 223 sztuki
- Francja – 28 150 sztuk
- Irlandia – 10 053 sztuki

Sprzedaż w Polsce według lat i miejsce na liście najlepiej sprzedających się samochodów:
- 1998 – 25 300, 6. miejsce
- 1999 – 83 391, 1. miejsce
- 2000 – 58 674, 1. miejsce
- 2001 – 40 515, 1. miejsce
- 2002 – 29 267, 1. miejsce
- 2003 – 28 158, 2. miejsce
- 2004 – 11 354, 7. miejsce
- 2005 – 5 000, 10. miejsce
- 2006 – 3913, 18. miejsce[77]
- 2007 – 2675, 36. miejsce[78]
- 2008 – 2284, 42. miejsce[79]
- 2009 – 2231, 41. miejsce[80]